# Port Hardy
Port Hardy è una municipalità distrettuale del Canada, situata in Columbia Britannica, nel distretto regionale di Mount Waddington.